# Ivaylo Karanyotov
Ivailo Karanyotov (en bulgare, Ивайло Караньотов, né le 26 février 1958 à Sofia) est un athlète bulgare, spécialiste du 100 m.
Il a participé aux Jeux olympiques de Moscou en terminant 6e du relais 4 × 100 m avec le record national de Bulgarie en 38 s 99.